# V-CyC
V-Cyclophostin é um organofosfonato formulado em C8H11O5P. É intimamente relacionado com o organofosfato Cyclophostin. 